# Station Leeuwergem
Station Leeuwergem is een voormalige spoorweghalte langs spoorlijn 89 (Denderleeuw-Kortrijk) in Leeuwergem, een deelgemeente van de Belgische stad Zottegem. Het lag ongeveer 2,5 kilometer verwijderd van station Zottegem en 1,6 kilometer van station Hillegem. Het werd in 1993 gesloten vanwege de zeer korte afstand tot station Hillegem.

## Reizigerstellingen
De grafiek en tabel geven het gemiddeld aantal instappende reizigers weer op een week-, zater- en zondag.
| Tabel: aantal instappende reizigers station Leeuwergem | Tabel: aantal instappende reizigers station Leeuwergem | Tabel: aantal instappende reizigers station Leeuwergem | Tabel: aantal instappende reizigers station Leeuwergem |
|                                                        | Weekdag                                                | Zaterdag                                               | Zondag                                                 |
| ------------------------------------------------------ | ------------------------------------------------------ | ------------------------------------------------------ | ------------------------------------------------------ |
| 1977                                                   | 165                                                    | 14                                                     | 7                                                      |
| 1978                                                   | 162                                                    | 14                                                     | 11                                                     |
| 1979                                                   | 151                                                    | 22                                                     | 11                                                     |
| 1980                                                   | 171                                                    | 8                                                      | 9                                                      |
| 1981                                                   | 148                                                    | 11                                                     | 9                                                      |
| 1982                                                   | 136                                                    | 14                                                     | 7                                                      |
| 1983                                                   | 109                                                    | 12                                                     | 17                                                     |
| 1984                                                   | 108                                                    | 13                                                     | 11                                                     |
| 1985                                                   | 92                                                     | 13                                                     | 28                                                     |
| 1986                                                   | 80                                                     | 14                                                     | 9                                                      |
| 1987                                                   | 143                                                    | 25                                                     | 27                                                     |
| 1988                                                   | 84                                                     | 7                                                      | 10                                                     |
| 1989                                                   | 72                                                     | 9                                                      | 4                                                      |
| 1990                                                   | 72                                                     | 7                                                      | 5                                                      |
| 1991                                                   | 76                                                     | 6                                                      | 4                                                      |
| 1992                                                   | 71                                                     | 11                                                     | 13                                                     |

0,0: Aalst ·
2,1: Aalst-Kerrebroek ·
4,2: Vijfhuizen ·
6,5: Erpe-Mere ·
9,0: Bambrugge ·
10,0/11,2: Burst ·
13,0: Terhagen ·
14,3: Herzele ·
16,0: Hillegem ·
17,6: Leeuwergem ·
20,2: Zottegem ·
2,3: Rozebeke ·
3,6: Michelbeke ·
7,7: Nederbrakel ·
10,7: Opbrakel ·
12,7: Vloesberg-Bos ·
15,6: Queneau ·
16,3: Rigoudrie ·
17,9: Elzele ·
23,0: Marijve ·
24,0: Ronse
0,0: Denderleeuw ·
2,1: Welle ·
3,9: Haaltert ·
6,5: Ede ·
11,2: Burst ·
13,0: Terhagen ·
14,3: Herzele ·
16,0: Hillegem ·
17,6: Leeuwergem ·
20,2: Zottegem ·
25,8: Roborst ·
27,5: Munkzwalm ·
30,0: Sint-Denijs-Boekel ·
32,5: Welden ·
34,7: Ename ·
37,5: Oudenaarde ·
41,0: Petegem ·
43,2: Elsegem ·
45,7: Anzegem ·
49,1: Sterhoek ·
53,8: Vichte ·
56,6: Deerlijk ·
59,8: Stasegem ·
63,3: Kortrijk